# 플레이보이
《플레이보이》(Playboy)는 미국의 남성 라이프스타일 및 엔터테인먼트 잡지다. 1953년, 휴 헤프너가 자신의 주변인들과 함께 시카고에서 창건했다. 어머니로부터 빌린 1,000달러의 금액이 일부 자금으로 쓰였다. 누드 혹은 세미누드 모델들의 그림을 잡지에 실음으로써 《플레이보이》는 성 혁명에 중요학 역을 맡았고, 플레이보이 엔터프라이즈로 성장하면서 세계에서 가장 잘 알려진 브랜드 중 하나가 되었다.
잡지는 오랜 세월 동안 아서 C. 클라크, 이언 플레밍, 블라디미르 나보코프, 솔 벨로, 척 팔라닉, P. G. 워드하우스, 무라카미 하루키, 마거릿 애트우드 등 저명한 소설가의 단편 작품을 기고하였다. 전면을 차지하는 컬러 만화를 정기적으로 싣기도 하면서 하비 커츠먼, 잭 콜, 엘든 데디니, 줄스 페퍼, 셀 실버스테인, 에릭 소콜, 로이 레이먼드, 가헨 윌슨, 로우랜드 B. 윌슨 등의 저명한 만화가의 등용문이 되어주기도 했다. 또한 《플레이보이》는 매달마다 예술가, 건축가, 경제학자, 작곡가, 지휘자, 영화 감독, 소설가, 극작가, 종교계 인물, 정치가, 운동선수, 레이스 카 선수와의 인터뷰를 제공한다. 가끔 보수적 인물과 인터뷰하기는 하지만, 잡지는 대체적으로 진보적인 편집 입장을 띠는 편이다.
1년간의 누드 사진 철폐를 뒤로한 채 2017년 3월-4월호에 누드 사진을 다시 게재했으며, 코로나19 범유행의 여파로 인해 2020년부터 인쇄물 형식의 발행을 중단하고 디지털 형태의 발행으로 전환하였다.

## 같이 보기
- 플레이멘(영어판) - 이탈리아의 성인 잡지